# Рижский винный погреб
Рижский винный погреб (принятое в исторических источниках название на латинском языке лат. Vinarium civitatis rigensis) — винный погреб, расположенный в Риге на пересечении улиц Розена и Краму (Мелочного переулка) недалеко от улицы Тиргоню (Купеческой).

## История
Впервые погреб упоминается в документах в 1293 году, о чём свидетельствует надпись над входом, выполненная позже, в связи с открытием средневекового ресторана «Розенграль». К 1334 году, когда под контролем члена магистрата Крейга началось строительство Нового Дома, впоследствии более известного в качестве богатой резиденции общества Черноголовых в Риге, уже более конкретно указывается на расположение погреба — между Купеческой улицей и улицей Розена.
В 1600 году здание было продано магистратом частному лицу. Впоследствии древняя часть погреба, восходящая приблизительно к концу XIII века, была несколько расширена и над ней в XIX веке был надстроен дом. В ходе приближения немецких войск к городу (см. Оборона Риги) в первые дни Великой Отечественной войны здание над погребом подверглось разрушению, из-за чего углубление оставалось неизвестным на протяжении нескольких послевоенных десятилетий.
Функция винного погреба в средневековой Риге была широкой — это было место встреч ратманов, место заключения сделок, которые необходимо было «закрепить» либо распитием вина, либо просто преподнесением в подарок заинтересованной стороне ёмкости с вином. В том числе помещение рижского винного погреба использовали для проведения масштабных банкетов, в которых активное участие принимали ратманы и бургомистры, то есть представители городского патрициата.

## Советское время

Уличная декорация. Улица Розена

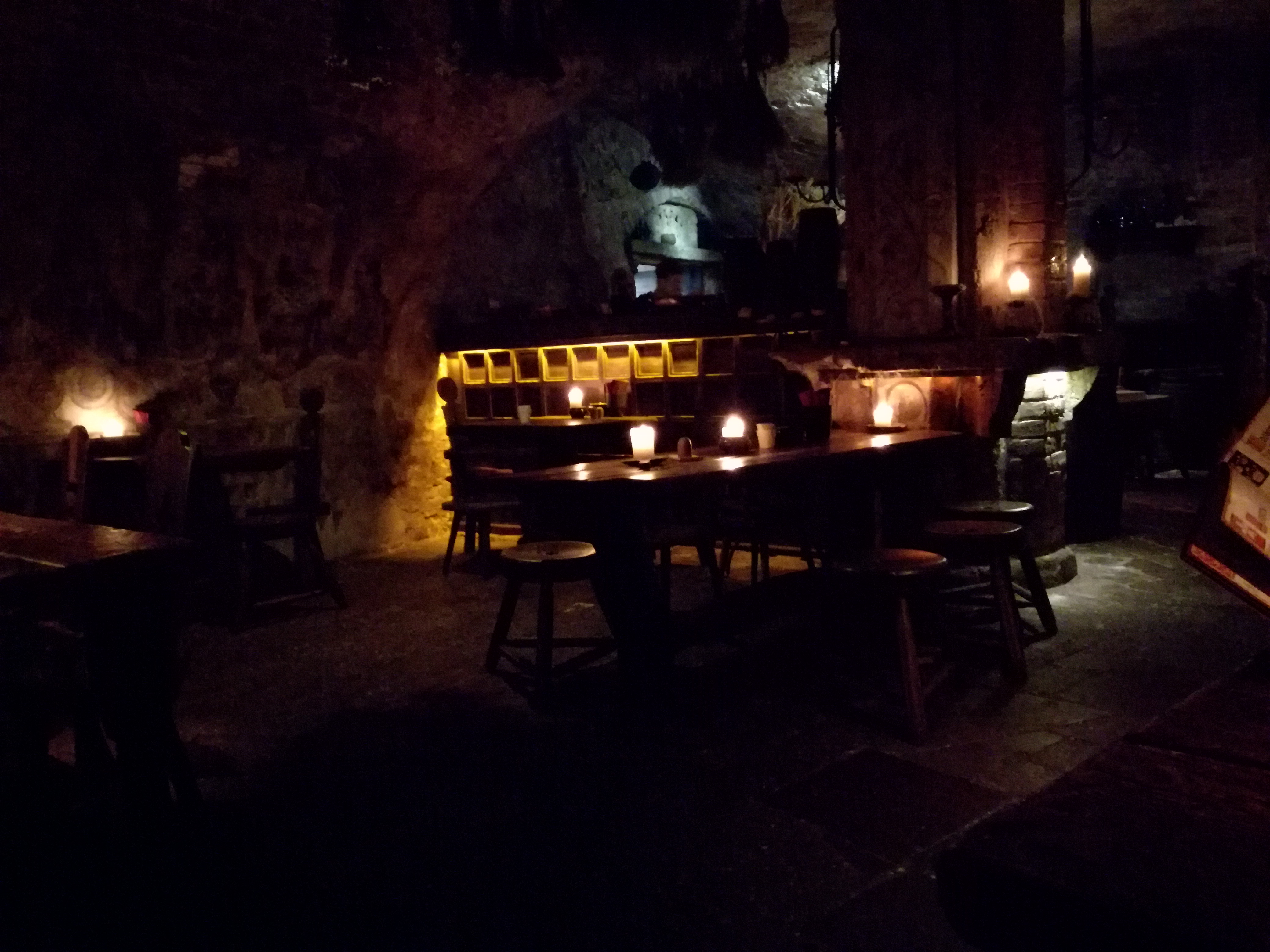
Интерьер погреба

В 1962 году погреб был обнаружен в ходе совместных работ реставраторов, участвовавших в восстановлении Риги, центральная часть которой (в особенности ансамбль современной Ратушной площади, комплекс зданий перед Памятником Свободы и цепью бывших бастионов (здание первого ресторана Отто Шварца, здания гостиницы «Рим»), дома, ранее занимавшие участок территории современной Ливской площади) пострадала в ходе артобстрела Риги немецкими артиллерийскими частями, а также в ходе авиационной бомбардировки, осуществлённой частями люфтваффе при отступлении в первой половине октября 1944 года.
Были инициированы архитектурно-археологические исследования, которые в общей сложности продолжались до 1969 года. Благодаря работам, проведённым археологом Т. И. Павеле, ниже современного уровня земли было обнаружено небольшое помещение площадью 14,5 на 9,5 метров, достигавшее в высоту трёх метров. Это помещение занимало угловой участок ромбовидной формы и было перекрыто ромбовидными сводами, в стилевом отношении принадлежащими к поздней готике. Эти своды опирались на четыре центральных пилона и стены. В качестве материала для конструкции использовались доломит и кирпич.
Если принимать во внимание глубину культурного слоя, то можно отметить, что, скорее всего, помещение было первоначально заглублено в землю лишь наполовину, и об этом свидетельствует характерное расположение окон и входа. Поэтому у исследователей имеются все основания предполагать, что над полуподвальным помещением, выполнявшим функцию хранилища вин, принадлежавших магистрату, находилось одно- или двухэтажное каменное здание.

## Современность
Ныне в винном погребе устроен довольно популярный ресторан «Розенграль», меню которого основывается на традициях средневековой кухни, которые органично совмещены с латышскими кулинарными традициями.
Официанты и официантки носят средневековую одежду, в ресторане звучит средневековая светская музыка, а у входа посетителей встречает швейцар, переодетый в средневековое одеяние.